# رود راپولو
رود راپولو (اسپانیایی: Río Rápulo, Río Ráputo‎) نام یک رود در شهرستان بنی‌ در بولیوی‌ است. این رود در نزدیکی شهر سانتا آنا دل یاکوما به رود یاکوما‌ می‌ریزد.